# Киреев, Михаил Петрович
Михаи́л Петро́вич Кире́ев (1873, Москва, Московская губерния — 1943, там же) — российский и советский врач-инфекционист; доктор медицины (1905), профессор (1923). Заслуженный деятель науки РСФСР (1940).
Первый заведующий инфекционным отделением Солдатёновской больницы (с 1910 года). C 1923 года был первым заведующим кафедрой инфекционных болезней первого МГМУ имени И. М. Сеченова. С 1932 года заведующий кафедрой инфекционных болезней в Центральном институте усовершенствования врачей. В 1938 году депутат Верховного Совета РСФСР I созыва. С 1939 года заместитель председателя Всесоюзного общества микробиологов, эпидемиологов и инфекционистов.
Занимался вопросами клиники, диагностики и лечения тифов, детских инфекций, организации работы инфекционных отделений, борьбы с нозокомиальными инфекциями. Внёс вклад в борьбу с эпидемией сыпного и возвратного тифов во время Первой мировой и гражданской войн.

## Биография
Родился в 1873 году в Москве.
Окончил медицинский факультет Московского университета в 1899 году. По окончании университета, работал ординатором Сокольнической больницы.
В 1904—1905 годах М. П. Киреев опубликовал несколько научных работ, посвящённых сыпному тифу: «О реакции крови при сыпном тифе», «О кривой температуры при сыпном тифе», «К вопросу о диагностическом значении сыпи при сыпном тифе». Проводил научные исследования, которые завершились в 1905 году защитой диссертации по теме «Наблюдения над изменениями крови при сыпном тифе» на звание доктора медицинских наук. В 1906 году опубликовал результаты проведённого исследования, посвящённого изучению лекарственной болезни, «К казуистике scarlatina medicamentosa»; им была описана лекарственная сыпь, которая сопровождалась лихорадкой.
С 1907 года М. П. Киреев читал курс лекций по инфекционным заболеваниям на медицинском факультете Московского университета. В 1907—1910 годах — приват-доцент Московского университета. В 1910 году выбран первым заведующим инфекционным отделением в Солдатёнковской больнице, в которой М. П. Киреев будет жить и работать до 1943 года. С 1918 по 1936 год заведовал кафедрой инфекционных болезней Московского института.
Во время Первой мировой войны М. П. Киреев организовал и возглавил «Ходынскую „заразную“ больницу», стационар барачного типа на 1000 коек для инфекционных больных, больных сыпным тифом военнослужащих, прибывавших с фронта. Помогал бороться с эпидемией сыпного и возвратного тифов во время гражданской войны.
В 1920-х годах М. П. Киреев с сотрудниками кафедры занимались изучением диагностики и клиники скарлатины и дифтерии, феномена хронического носительства возбудителей, методов иммунотерапии и профилактики, в частности, применение антитоксической сыворотки и комбинированной скарлатинозной вакцины. В 1923 году Кирееву было присвоено звание профессора. В 1930-х годах М. П. Киреев опубликовал цикл работ, посвящённых сыпному и возвратному тифу, натуральной и ветряной оспе, дифтерии, роже, сибирской язве и сывороточной болезни.
В 1932 году М. П. Киреев был приглашён на пост заведующего кафедрой инфекционных болезней ЦИУВ для создания новой учебной программы с усиленным курсом по инфекционным заболеваниям. В этот период в кафедре разрабатывались инструкции по борьбе с паразитарными тифами, были внедрены Вейля-Феликса реакция для диагностики сыпного тифа, впервые в России, и метод выявления спирохет возвратного тифа в толстой, густой капле крови. М. П. Киреев уделял особое внимание изучению внутрибольничных инфекций; ратовал за изоляцию пациентов, для чего нужно было строительство боксированных отделений.
В 1938 году М. П. Киреев был избран депутатом Верховного Совета РСФСР I созыва. С 1939 года был заместителем председателя Всесоюзного общества микробиологов, эпидемиологов и инфекционистов. Одним из его учеников был академик медицинских наук СССР А. Ф. Билибин.
В 1940 году профессору М. П. Кирееву присвоено звание Заслуженного деятеля науки РСФСР.
Умер в марте 1943 года. Похоронен на Введенском кладбище.

## Научная деятельность
За всю свою жизнь М. П. Киреев опубликовал около 70-и научных работ, в том числе «Руководство по инфекционным болезням для амбулаторных врачей» в соавторстве с Д. В. Никитиным и К. Ф. Флёровым. Научные работы преимущественно посвящены вопросам клиники, диагностики и лечению тифов, детских инфекций, организации работы инфекционных отделений, борьбе с нозокомиальными заболеваниями.

## Награды и премии
- звание Заслуженного деятеля науки РСФСР (1940)